# 白颊费树蛙
白颊费树蛙（学名：Feihyla palpebralis）为树蛙科费树蛙属的两栖动物。在中国大陆，分布于云南等地，一般生活于浅水塘旁边的树枝上。其生存的海拔为1040米。该物种的模式产地在越南。

## 保护
本种于2023年被收录入《有重要生态、科学、社会价值的陆生野生动物名录》。